# Elias Prinz
Elias Prinz (* 19. Juli 2000 im Allgäu) ist ein deutscher Jazzmusiker (Gitarre, Komposition), der vor allem Gypsy-Swing, „allerdings in einer eigenen Ausprägung und mit eigenen Kompositionen,“ spielt.

## Leben und Wirken
Prinz, der in Mindelheim aufwuchs, begann mit fünf Jahren Gitarre zu spielen. Zunächst erhielt er klassischen Gitarrenunterricht bei Inge Zeller. Zwei Jahre später nahm er zusätzlich Unterricht an der E-Gitarre bei Stephan Pregler und entdeckte die Improvisation und den Jazz. Nachdem er mit zwölf Jahren eine CD von Diknu Schneeberger hörte, erwachte sein Interesse am Jazz Manouche, in den er sich zunächst autodidaktisch einarbeitete. 2014 gründete er sein erstes Elias Prinz Trio mit seinem Vater Jonas Prinz an der Rhythmusgitarre und Chris Hertel am Kontrabass, das lokal auftrat. Mit 15 Jahren begann er seine Berufsausbildung an der Neuen Jazzschool München, wo er staatlich geprüfter Ensemble- und Chorleiter wurde. Ab Oktober 2018 studierte er am Jazzinstitut der Hochschule für Musik und Theater München Jazzgitarre bei Peter O’Mara; 2025 absolvierte er dort mit dem Master.
2016 lernte Prinz den Augsburger Geiger Nico Franz kennen, mit dem er das Swingtette de Bavière gründete, das 2018 ein Album aufnahm. Daneben spielte er seit 2017 im Münchner Hot Club de M Belleville, mit dem das Album Tour d’Horizon erschien. Weiterhin gründete er ein neues Gypsy Jazz Trio mit der Kontrabassistin Ida Koch und zunächst dem  Rhythmusgitarristen Bobby Guttenberger sowie sein Trio Mysterieuse zusammen mit dem Geiger Nils Friedl und Ida Koch am Kontrabass. In Großbritannien tourte er mit dem London Django Collective, mit dessen Begründer Harry Diplock er auch in Deutschland unterwegs war.
Prinz hatte Auftritte beim Jazzfestival Bingen swingt, beim Anderart Festival in München, beim Tollwood-Festival, beim Schleswig-Holstein Musikfestival, bei den Gypsy Jazz Tagen München, beim Django Reinhardt Fest Tilburg sowie beim Django Reinhardt Festival in Samois sur Seine.

## Preise und Auszeichnungen
2016 wurde Prinz Preisträger des Jugendmusik Förderpreises Allgäu Schwaben. 2023 erhielt er den Kurt Maas Jazz Award. 2025 war er als „neues Gesicht des aktuellen Gypsy-Jazz-Booms“ einer der drei Preisträger des BMW Young Artist Jazz Awards.

## Diskographische Hinweise
- Dinalie Mineure (2024, mit Jean-Baptiste Delattre, Ida Valentina Koch sowie Raphaël-Tristan Jouaville, Timothée Weeger, Elisa von Wallis)